# Les Deux-Villes
Les Deux-Villes é uma comuna francesa na região administrativa de Grande Leste, no departamento Ardenas. Estende-se por uma área de 8,13 km². Em 2010 a comuna tinha 256 habitantes (densidade: 31,5 hab./km²).